# Ліво-зелений рух
Ліво-зелений рух («Ліві — Зелений рух», Vinstrihreyfingin — grænt framboð) — ліва політична партія в Ісландії. Голова партії Катрін Якобсдоуттір очолила коаліційний уряд з 30 листопада 2017 року.

## Ідеологія
Ідеологія Ліво-зеленого руху, викладена, зокрема, у книзі першого голови партії Стейнгримура Сигфуссона «Ми всі — ісландське суспільство добробуту на роздоріжжі» (Við öll — Íslenskt velferðarsamfélag á tímamótum), ґрунтується на цінностях демократичного соціалізму, прямої демократії, фемінізму, пацифізму і захисту навколишнього середовища. Партія послідовно виступає проти входження країни до ЄС і участі у НАТО, засуджує розв'язані США війни в Афганістані та Іраку, вимагає рівноправності для палестинського народу. Вона також підтримує повноцінну інтеграцію всіх іммігрантів в ісландське суспільство.

## Історія

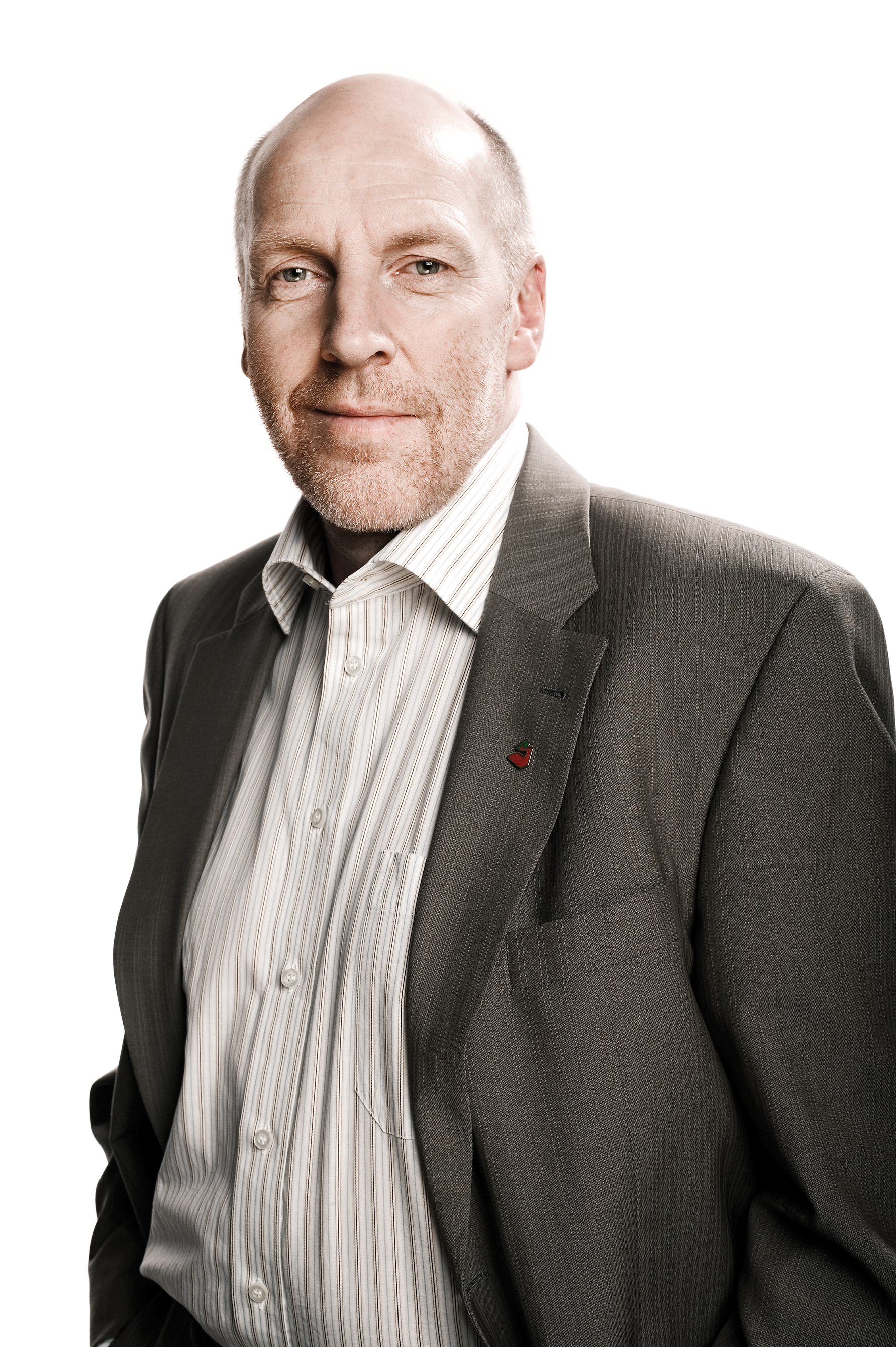
Стейнгрімур Йоганн Сигфуссон, лідер партії в 1999—2013 роках.

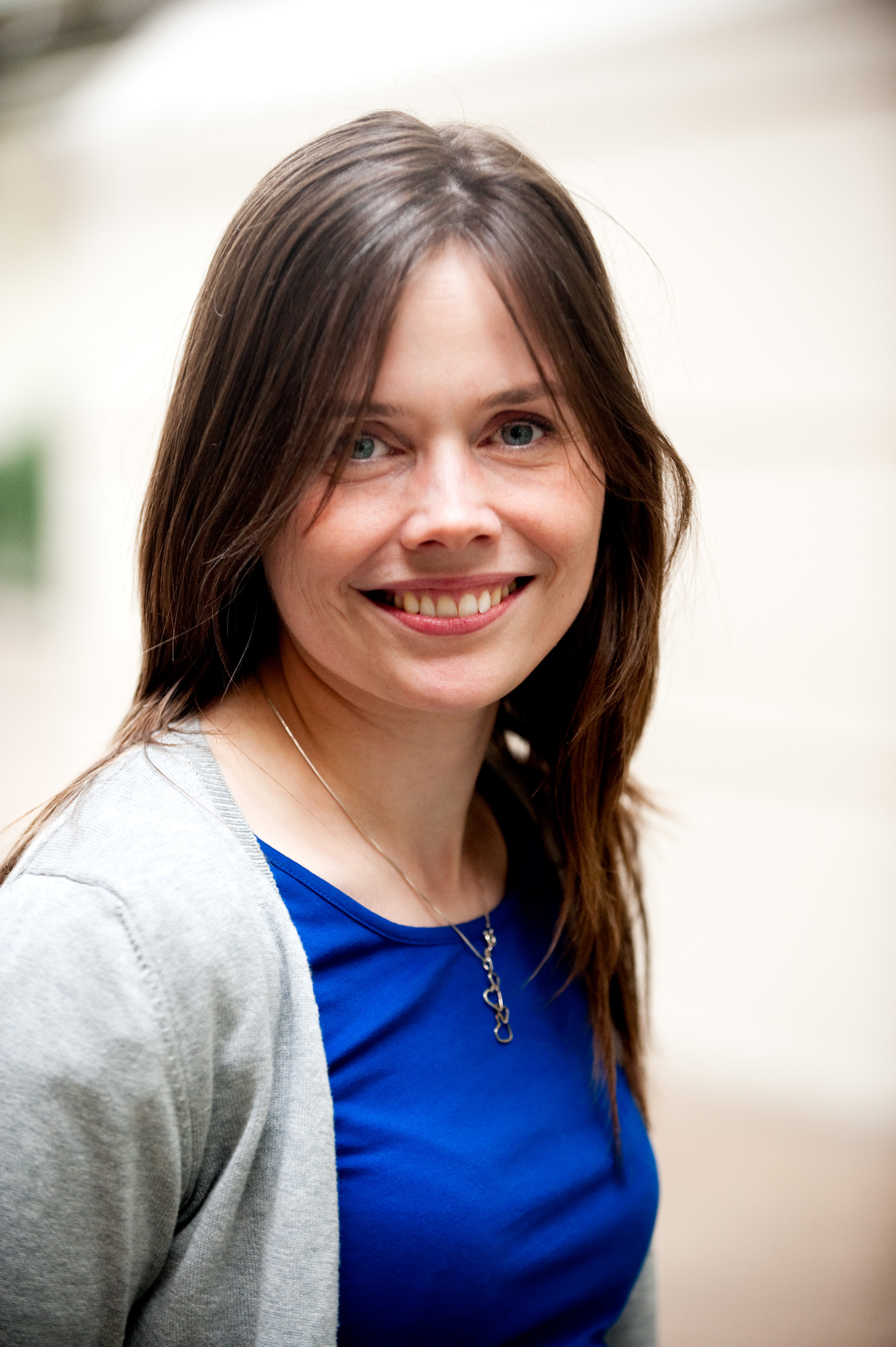
Катрин Якобсдоуттір, керівниця партії з 2013 року.

### Передісторія
У 1930 році ліве крило Соціал-демократичної партії Ісландії (СДПІ) вийшло з партії і оформилося в Комуністичну партію Ісландії (Kommúnistaflokkur Íslands, КПІ). У жовтні 1938 року з СДПІ вийшла ще одна ліва група, яка того ж року об'єдналася з КПІ в Єдину соціалістичну партію Ісландії (Sameiningarflokkur alþýðu — Sósíalistaflokkurinn, ЄСПІ). У 1956 році ЄСПІ вступила з черговою групою лівих соціал-демократів («Егалітарним товариством») в електоральний союз — «Народний союз» (Alþýðubandalagið), в 1968 році перетворений у нову лівосоціалістичну партію. У 1999 році «Народний союз» об'єднався з ще трьома партіями «лівіше центру» — СДПІ, «Національним пробудженням» (Þjóðvaki) (черговий лівий відкол від СДПІ) та «Жіночим списком» (Samtök um kvennalista) — в Соціал-демократичний альянс (СДА).

### Заснування
«Ліво-зелений рух» було засновано того самого 1999 року після відмови низки депутатів Альтингу увійти до складу СДА. У Ліво-зелений рух, крім чотирьох депутатів з Народного альянсу і «Жіночого списку» увійшли як незадоволені неоліберальним поворотом ліві соціал-демократи і екс-комуністи, так і активісти ліворадикальних рухів (троцькісти, маоїсти), феміністки і екологи, згуртовані навколо форуму нових лівих «Стефна».

### Виборчі кампанії
На парламентських виборах 1999 року Ліво-зелений рух отримав 9,1 % голосів виборців і шість (63) місць в Альтингу. Подібні показники партія показала на парламентських виборах 2003 року — 8,8 % голосів, 5 депутатських місць. Парламентські вибори 2007 року принесли 14,3 % голосів і збільшили представництво руху в Альтингу до 9 місць.
У січні 2009 року, на тлі ісландського фінансового колапсу, Ліво-зелений рух підтримав народні виступи в Рейк'явіку («кастрюльну революцію»), які призвели до падіння правоцентристського коаліційного уряду консервативної Партії незалежності і Соціал-демократичного альянсу. Внаслідок цього партія увійшла до складу першого уряду соціал-демократки Йоганни Сігурдардоттір як молодший партнер.
На парламентських виборах 2009 року Ліво-зелений рух домігся значного успіху, зайнявши третє місце. Отриманий партією результат у 21,7 % голосів на виборах, явка на яких перевищувала 85 %, є найкращим для ісландського лівосоціалістичного партійного об'єднання з 1978 року, коли Народний альянс набрав 22,9 %. В Альтинг пройшли 14 депутатів від Ліво-зеленого руху, до яких пізніше приєднався представник «Громадянського руху», який став незалежним. Згодом три депутати покинули фракцію ліво-зелених: двоє стали позафракційними, один приєднався до центристської Прогресивної партії.
За результатами виборів Ліво-зелений рух увійшов до складу другого кабінету Йоганни Сігурдадоттір, незважаючи на існуючі розбіжності з соціал-демократами з питань позики МВФ та євроінтеграції. В уряді Ліво-зелений рух отримав рівну з Соціал-демократичним альянсом кількість портфелів (5), очоливши міністерства фінансів; сільського та рибного господарства; навколишнього середовища; внутрішніх справ; освіти, науки і культури.
Чисельність партії перевищує 5000 осіб (майже 2 % населення острова). Загальна кількість тих, хто проголосував за Ліво-зелений рух на виборах 2009 року досягла 40 580 осіб.

## Результати виборів
| Вибори | Кількість голосів | Кількість голосів, % | Кількість місць | Позиція |
| ------ | ----------------- | -------------------- | --------------- | ------- |
| 1999   | 15,115 ▲          | 9,1 ▲                | 6 / 63          | 4-е ▲   |
| 2003   | 16,129 ▲          | 8,8 ▼                | 5 / 63          | 4-е ▬   |
| 2007   | 26,136 ▲          | 14,3 ▲               | 9 / 63          | 3-е ▲   |
| 2009   | 40,581 ▲          | 21,6 ▲               | 14 / 63         | 3-е ▬   |
| 2013   | 20,546 ▼          | 10,8 ▼               | 7 / 63          | 4-е ▼   |
| 2016   | 30,166 ▲          | 15,9 ▲               | 10 / 63         | 2-е ▲   |
| 2017   | 33,155 ▲          | 16,9 ▲               | 11 / 63         | 2-е ▬   |